# Camague Mongol
Camague Mongol (em mongol: Хамаг монгол; romaniz.: Khamag Mongol; lit. "Todo Mongol") foi uma confederação tribal dos mongóis dos séculos XI-XII tida como predecessora do Império Mongol. Seu primeiro governante, de acordo com a História Secreta dos Mongóis, foi Caidu Cã (? - antes de 1025), bisavô de Gêngis Cã.